# Henry Van Thio
 (novembre 2024).
La mise en forme du texte ne suit pas les recommandations de Wikipédia : il faut le « wikifier ».
Les points d'amélioration suivants sont les cas les plus fréquents :
- Les titres sont pré-formatés par le logiciel. Ils ne sont ni en capitales, ni en gras.
- Le texte ne doit pas être écrit en capitales (les noms de famille non plus), ni en gras, ni en italique, ni en « petit »…
- Le gras n'est utilisé que pour surligner le titre de l'article dans l'introduction, une seule fois.
- L'italique est rarement utilisé : mots en langue étrangère, titres d'œuvres, noms de bateaux, etc.
- Les citations ne sont pas en italique mais en corps de texte normal. Elles sont entourées par des guillemets français : « et ».
- Les listes à puces sont à éviter, des paragraphes rédigés étant largement préférés. Les tableaux sont à réserver à la présentation de données structurées (résultats, etc.).
- Les appels de note de bas de page (petits chiffres en exposant, introduits par l'outil «  Source ») sont à placer entre la fin de phrase et le point final[comme ça].
- Les liens internes (vers d'autres articles de Wikipédia) sont à choisir avec parcimonie. Créez des liens vers des articles approfondissant le sujet. Les termes génériques sans rapport avec le sujet sont à éviter, ainsi que les répétitions de liens vers un même terme.
- Les liens externes sont à placer uniquement dans une section « Liens externes », à la fin de l'article. Ces liens sont à choisir avec parcimonie suivant les règles définies. Si un lien sert de source à l'article, son insertion dans le texte est à faire par les notes de bas de page.
- La présentation des références doit suivre les conventions bibliographiques. Il est recommandé d'utiliser les modèles {{Ouvrage}}, {{Chapitre}}, {{Article}}, {{Lien web}} et/ou {{Bibliographie}}. Le mode d'édition visuel peut mettre en forme automatiquement les références.
- Insérer une infobox (cadre d'informations à droite) n'est pas obligatoire pour parachever la mise en page.

Pour une aide détaillée, merci de consulter Aide:Wikification.
Si vous pensez que ces points ont été résolus, vous pouvez retirer ce bandeau et améliorer la mise en forme d'un autre article.
Henry Van Thio, né le 9 août 1958, est un homme politique birman, membre de l'ethnie Chin et ancien vice-président de la Birmanie de 2016 à 2021. Membre du gouvernement de transition dirigé par la Ligue nationale pour la démocratie (NLD) d'Aung San Suu Kyi, il a occupé une position clé dans un contexte politique complexe marqué par la réconciliation ethnique et la coexistence fragile entre l'armée et le gouvernement civil. Après le coup d'État militaire de 2021, il a été arrêté et détenu par la junte militaire, mettant un terme à sa carrière publique.

## Biographie

### Jeunesse et formation
Henry Van Thio est né dans l'État de Chin, une région montagneuse de Birmanie, peuplée principalement par des groupes ethniques chrétiens, dont les Chin. Avant de s'engager en politique, il a suivi une formation en ingénierie à l'Université technologique de Yangon (anciennement Université de Rangoun).

### Carrière politique
Avant de devenir vice-président, Henry Van Thio a été élu en 2015 comme membre de la Chambre des représentants de Birmanie (Pyithu Hluttaw), représentant l'État de Chin. Cette élection a marqué son entrée dans la politique nationale à un moment où la Birmanie était en pleine transition vers un régime démocratique après des décennies de régime militaire.
En 2016, après la victoire électorale écrasante de la Ligue nationale pour la démocratie (NLD) lors des élections générales de 2015, Van Thio a été élu vice-président de la Birmanie. Dans le cadre de l'accord politique complexe de la Constitution birmane de 2008, qui réserve une part du pouvoir à l'armée, le poste de vice-président était divisé entre un candidat civil et un représentant de l'armée. Van Thio, membre de la minorité ethnique Chin, a été choisi pour cette fonction dans un gouvernement dirigé par Aung San Suu Kyi, bien que le rôle de cette dernière ait été largement symbolique en raison des restrictions imposées par la Constitution sur sa capacité à devenir présidente.
En tant que vice-président, Van Thio a joué un rôle dans les efforts de réconciliation nationale, en particulier dans les relations avec les groupes ethniques armés, qui ont longtemps été en conflit avec le gouvernement central birman. Il a également travaillé sur des questions liées aux droits des minorités ethniques, un sujet d'une importance particulière dans un pays marqué par des tensions interethniques.

### Coup d'État de 2021 et arrestation
Le 1er février 2021, l'armée birmane (Tatmadaw), dirigée par Min Aung Hlaing, a renversé le gouvernement de la NLD dans un coup d'État militaire, affirmant que les élections de 2020, largement remportées par la NLD, avaient été frauduleuses. Van Thio, ainsi que Aung San Suu Kyi et d'autres membres du gouvernement, a été arrêté et détenu par la junte militaire. Le coup d'État a mis fin à une décennie de transition démocratique et a plongé le pays dans une nouvelle période d'instabilité politique.
Depuis son arrestation, peu d'informations ont circulé sur sa situation. Les manifestations contre la junte ont été réprimées de manière violente, et la Birmanie reste plongée dans une crise politique et humanitaire profonde.

## Vie personnelle
Henry Van Thio est issu de l'ethnie Chin, une minorité chrétienne du pays, et son parcours a été marqué par son engagement pour les droits des minorités ethniques en Birmanie. Malgré sa position de vice-président, il est souvent perçu comme un compromis entre les forces militaires et civiles du pays.